# Masami Kawamura
Pour les articles homonymes, voir Kawamura.
Pas d'image ? Cliquez ici

a Compétitions nationales et continentales officielles uniquement.

b Matchs officiels uniquement.
Masami Kawamura (川村 雅未, Kawamura Masami), née le 13 juillet 1999 dans la préfecture de Hiroshima (Japon), est une joueuse internationale japonaise de rugby à XV évoluant au poste de troisième ligne centre.

## Biographie
Masami Kawamura naît le 13 juillet 1999.
En 2022, elle joue pour le club des RKU Rugby Ryugasaki Grace (ja) dans la préfecture d'Ibaraki. Elle a trois sélections en équipe du Japon quand elle est retenue en septembre 2022 pour disputer la Coupe du monde en Nouvelle-Zélande.
En juillet 2025, comptant désormais 21 capes en équipe nationale, elle est à nouveau retenue pour la Coupe du monde.